# Ellen Kuras
Ellen Kuras (Nueva Jersey, 10 de julio de 1959) es una directora de fotografía estadounidense cuya obra incluye películas narrativas y documentales, vídeos musicales y anuncios tanto de estudio como independientes.

## Carrera
Kuras es una de las pocas mujeres miembros de la American Society of Cinematographers, y obtuvo reconocimiento principalmente por su trabajo en el filme Eternal Sunshine of the Spotless Mind (2004). Ha colaborado con directores como Michel Gondry, Spike Lee, Sam Mendes, Jim Jarmusch, Rebecca Miller y Martin Scorsese, entre otros. Ha ganado tres veces el Premio a la Excelencia en Cinematografía Dramática en el Festival de Cine de Sundance, por las películas Personal Velocity: Three Portraits, Angela y Swoon, que fue su primer largometraje dramático tras iniciarse en el documental político.
En 2008 estrenó su ópera prima como directora, Nerakhoon, el cual codirigió, coescribió, coprodujo y rodó. Fue nominada al Premio Óscar al mejor largometraje documental en 2009. Un año después ganó un premio Primetime Emmy al Mérito Excepcional en la Realización de Películas de No Ficción por Nerakhoon.

## Filmografía

### Como directora de fotografía
Largometrajes
| Año  | Título                                | Director(a)    | Notas                            |
| ---- | ------------------------------------- | -------------- | -------------------------------- |
| 1992 | Swoon                                 | Tom Kalin      |                                  |
| 1994 | Post Cards from America               | Steve McLean   |                                  |
| 1995 | Angela                                | Rebecca Miller |                                  |
| 1996 | Yo disparé a Andy Warhol              | Mary Harron    |                                  |
| 1998 | Just the Ticket                       | Richard Wenk   |                                  |
| 1999 | Summer of Sam                         | Spike Lee      |                                  |
| 2000 | Bamboozled                            | Spike Lee      |                                  |
| 2001 | Blow                                  | Ted Demme      |                                  |
| 2002 | Personal Velocity: Three Portraits    | Rebecca Miller |                                  |
| 2002 | Analyze That                          | Harold Ramis   |                                  |
| 2003 | Coffee and Cigarettes                 | Jim Jarmusch   | Segmentos "Renee" y "No Problem" |
| 2004 | Eternal Sunshine of the Spotless Mind | Michel Gondry  |                                  |
| 2005 | The Ballad of Jack and Rose           | Rebecca Miller |                                  |
| 2008 | Be Kind Rewind                        | Michel Gondry  |                                  |
| 2009 | Away We Go                            | Sam Mendes     |                                  |
| 2014 | A Little Chaos                        | Alan Rickman   |                                  |

Documentales
| Año  | Título                                                      | Director(a)                           | Notas                   |
| ---- | ----------------------------------------------------------- | ------------------------------------- | ----------------------- |
| 1989 | Samsara: Death and Rebirth in Cambodia                      | Ellen Bruno                           | Cortometraje documental |
| 1994 | A Century of Women                                          | Chris Harty Barbara Kopple Judy Korin | Miniserie               |
| 1995 | Unzipped                                                    | Douglas Keeve                         |                         |
| 1997 | 4 Little Girls                                              | Spike Lee                             |                         |
| 2005 | No Direction Home: Bob Dylan                                | Martin Scorsese                       |                         |
| 2005 | Dave Chappelle's Block Party                                | Michel Gondry                         |                         |
| 2006 | Neil Young: Heart of Gold                                   | Jonathan Demme                        |                         |
| 2007 | Lou Reed's Berlin: Live at St. Ann's Warehouse              | Julian Schnabel                       |                         |
| 2008 | The Betrayal – Nerakhoon                                    | Herself Thavisouk Phrasavath          |                         |
| 2010 | Public Speaking                                             | Martin Scorsese                       |                         |
| 2014 | The 50 Year Argument                                        | Martin Scorsese David Tedeschi        |                         |
| 2017 | Wormwood                                                    | Errol Morris                          | 6 episodios             |
| 2019 | Rolling Thunder Revue: A Bob Dylan Story by Martin Scorsese | Martin Scorsese                       |                         |
| 2020 | American Utopia                                             | Spike Lee                             |                         |
| 2021 | Pretend It's a City                                         | Martin Scorsese                       | 7 episodios             |

### Como directora
Largometrajes
| Año  | Título                   | Notas                                 |
| ---- | ------------------------ | ------------------------------------- |
| 2008 | The Betrayal – Nerakhoon | Documental nominado a un Premio Óscar |
| TBA  | Lee                      |                                       |

Televisión
| Año       | Título               | Notas       |
| --------- | -------------------- | ----------- |
| 2016      | Falling Water        | 2 episodios |
| 2017      | Ozark                | 2 episodios |
| 2018      | Legion               | 1 episodio  |
| 2019      | Catch-22             | 2 episodios |
| 2019      | The Son              | 2 episodios |
| 2019–2020 | The Umbrella Academy | 4 episodios |
| 2020      | Brave New World      | 1 episodio  |
| 2022      | Inventing Anna       | 2 episodios |
| 2022      | The Terminal List    | 1 episodio  |
| TBA       | Extrapolations       |             |

## Premios y distinciones
Premios Óscar
| Año  | Categoría                     | Película                 | Resultado |
| ---- | ----------------------------- | ------------------------ | --------- |
| 2009 | Mejor largometraje documental | The Betrayal – Nerakhoon | Nominado  |